# Anna Blyth
Anna Blyth (* 15. Mai 1988 in Leeds) ist eine ehemalige britische Bahnradsportlerin.

## Sportliche Laufbahn
Im Alter von 15 Jahren begann Anna Blyth mit dem Leistungsradsport; zuvor hatte sie Hockey gespielt. Nachdem sie schon Podiumsplätze bei Nachwuchs-Europa- und Weltmeisterschaften erreicht hatte, wurde sie 2006 in Gent Junioren-Weltmeisterin im Keirin. 2007 wurde sie Europameisterin (Nachwuchs) in derselben Disziplin. 2008 gewann sie die Britische Meisterschaft der Elite im 500-m-Zeitfahren sowie im Teamsprint, gemeinsam mit Victoria Pendleton.
Anschließend wechselte Blyth, die bisher in den Kurzzeitdisziplinen auf der Bahn gestartet war, in den Ausdauerbereich. 2009 siegte sie im Scratch-Rennen bei den Europameisterschaften (unter 23). Ebenfalls den dritten Platz erzielte sie in derselben Disziplin bei den Commonwealth Games 2010, trotz eines Reifendefekts.
Anna Blyth war Mitglied des britischen „Olympic Development Plans“ sowie der „Olympic Academy“ zur Vorbereitung auf die Olympischen Spiele 2012 in London. Nach den Commonwealth Games im Oktober 2010 beendete sie jedoch im Alter von 22 Jahren ihre radsportliche Laufbahn. Anschließend nahm sie ein Studium auf und kehrte in den Hockeysport zurück. Bis 2016 fungierte sie in vier Saisons als Kapitänin der 1. Damenmannschaft des Leeds Adel Hoyckey Clubs.

## Erfolge
2005
- Junioren-Weltmeisterschaft – Sprint
- Junioren-Weltmeisterschaft – Keirin
- Junioren-Europameisterschaft – 500-Meter-Zeitfahren

2006
- Junioren-Weltmeisterin – Keirin
- Junioren-Weltmeisterschaft – Sprint
- Junioren-Europameisterschaft – Sprint

2007
- U23-Europameisterin – Keirin

2008
- Weltcup in Manchester – Teamsprint (mit Jessica Varnish)
- U23-Europameisterschaft – 500-Meter-Zeitfahren
- Britische Meisterin – 500-Meter-Zeitfahren, Teamsprint (mit Victoria Pendleton)

2010
- Commonwealth Games – Scratch
- Britische Meisterin – Scratch